# Desmiphora canescens
Desmiphora canescens es una especie de escarabajo longicornio del género Desmiphora, tribu Desmiphorini, subfamilia Lamiinae. Fue descrita científicamente por Bates en 1874.

## Descripción
Mide 5,5-9 milímetros de longitud.

## Distribución
Se distribuye por Colombia, Costa Rica, Guatemala, Honduras, México, Nicaragua, Panamá y Venezuela.